# Шелбі Мак'юен
Шелбі Мак'юен (англ. Shelby McEwen; нар. 6 квітня 1996 року) – американський легкоатлет, що спеціалізується у стрибках у висоту. Срібний призер Олімпійських ігор 2024 року.

## Біографія
З 2015 по 2017 навчався в громадському коледжі Північно-Західного Міссісіпі. Він був членом їхньої баскетбольної команди і змагався в легкій атлетиці. Потім почав змагатися за Alabama Crimson Tide і брав участь у сезонах на закритих і відкритих треках за 2018—2019 роки.
У 2019 році він стрибнув на 2,31 метра у приміщенні, а потім на 2,30 метрів на відкритому повітрі, ставши другим на Чемпіонаті США тим самим пройшовши кваліфікацію на Чемпіонат світу 2019 року в Досі, де він був першим, хто не пройшов кваліфікацію до фіналу.
22 травня 2021 року він стрибнув на 2,33 метра на стадіоні «Roy P. Drachman Stadium», Аризона, Тусон, кваліфікаційний норматив для Літніх Олімпійських іграх 2020, а потім фінішував третім з 2,30 метрів на Олімпійських випробуваннях США 2020. Він посів дванадцяте місце на дебютних для себе літніх Олімпійських іграх 2020 року, стрибнувши на 2,27 метра.
На Літніх Олімпійських іграх 2024 року він стрибнув на 2,36 метра тим самим побивши свій рекорд на 3 сантиметрів, зрівнявшись з Гамішем Керром представника Нової Зеландії. Після того як ніхто не зміг стрибнути на 2,38 метра Шелбі з Гамішем посідали перше місце разом, але після цього вони відмовилися ділити золоту медаль, обидва спортсмени вирішили продовжувати боротьбу. У додаткових спробах Шелбі не зміг подолати 2,34 метра, тим самим посівши друге місце на Олімпійських іграх в Парижі.